# Gai dầu công nghiệp

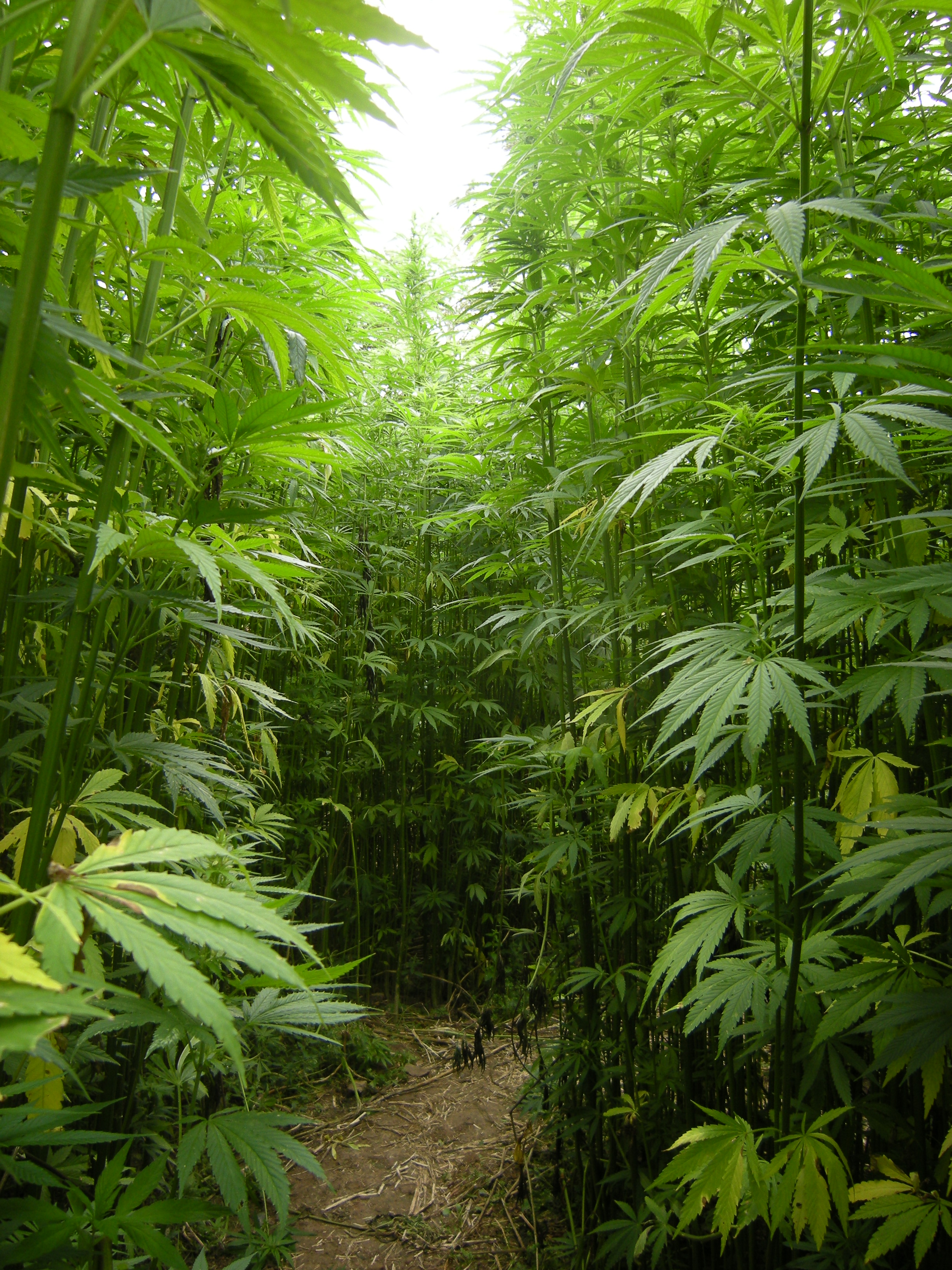
Một cánh đồng gai dầu công nghiệp tại Côtes-d'Armor, Bretagne, Pháp (nơi sản xuất gai dầu công nghiệp lớn nhất châu Âu

Gai dầu công nghiệp là một thứ của loài cây Cannabis sativa được trồng cụ thể cho mục đích công nghiệp. Gai dầu công nghiệp có thể được sử dụng để làm nên nhiều loại sản phẩm khác nhau. Cùng với tre, gai dầu công nghiệp là một trong những loài cây phát triển nhanh nhất trên Trái đất. Loài cây này cũng là một trong những loài cây đầu tiên được sử dụng để quay thành sợi từ 50.000 năm về trước. Gai dầu công nghiệp có thể được gia công thành nhiều sản phẩm thương mại khác nhau như giấy, dây thừng, vải, quần áo, nhựa sinh học, sơn, vật liệu cách nhiệt, nhiên liệu sinh học, thức ăn và thức ăn gia súc.
Dù cần sa như một chất kích thích và gai dầu công nghiệp đều có nguồn gốc từ loài Cannabis sativa và chứa thành phần hướng thần là tetrahydrocannabinol (THC), chúng là hai chủng khác nhau với những thành phần hoá chất thực vật và công dụng riêng biệt. Gai dầu công nghiệp có nồng đồ THC thấp hơn và có thể có nồng độ cannabidiol (CBD) cao hơn, điều này làm giảm hay loại bỏ tác dụng hướng thần. Tính hợp pháp của gai dầu công nghiệp khác nhau ở từng quốc gia. Một số chính quyền điều tiết nồng độ THC và chỉ cho phép những giống gai dầu công nghiệp với lượng THC cực thấp.
Năm 2020, Liên Hợp Quốc đã thành công trong việc đề xuất loại bỏ gai dầu công nghiệp, và cần sa nói chung, khỏi những chất cấm thuộc Mục IV. Nhưng loại bỏ hoàn toàn những sản phẩm từ gai dầu công nghiệp có chứa chủ yếu là CBD và không nhiều hơn 0,2% THC khỏi Mục I đã phần lớn bị bỏ phiếu chống, có nghĩa là gai dầu công nghiệp và tinh dầu của nó sẽ vẫn phải chịu một số sự mơ hồ về mặt pháp lý dưới những công ước hiện hành của Liên Hợp Quốc.

## Sử dụng

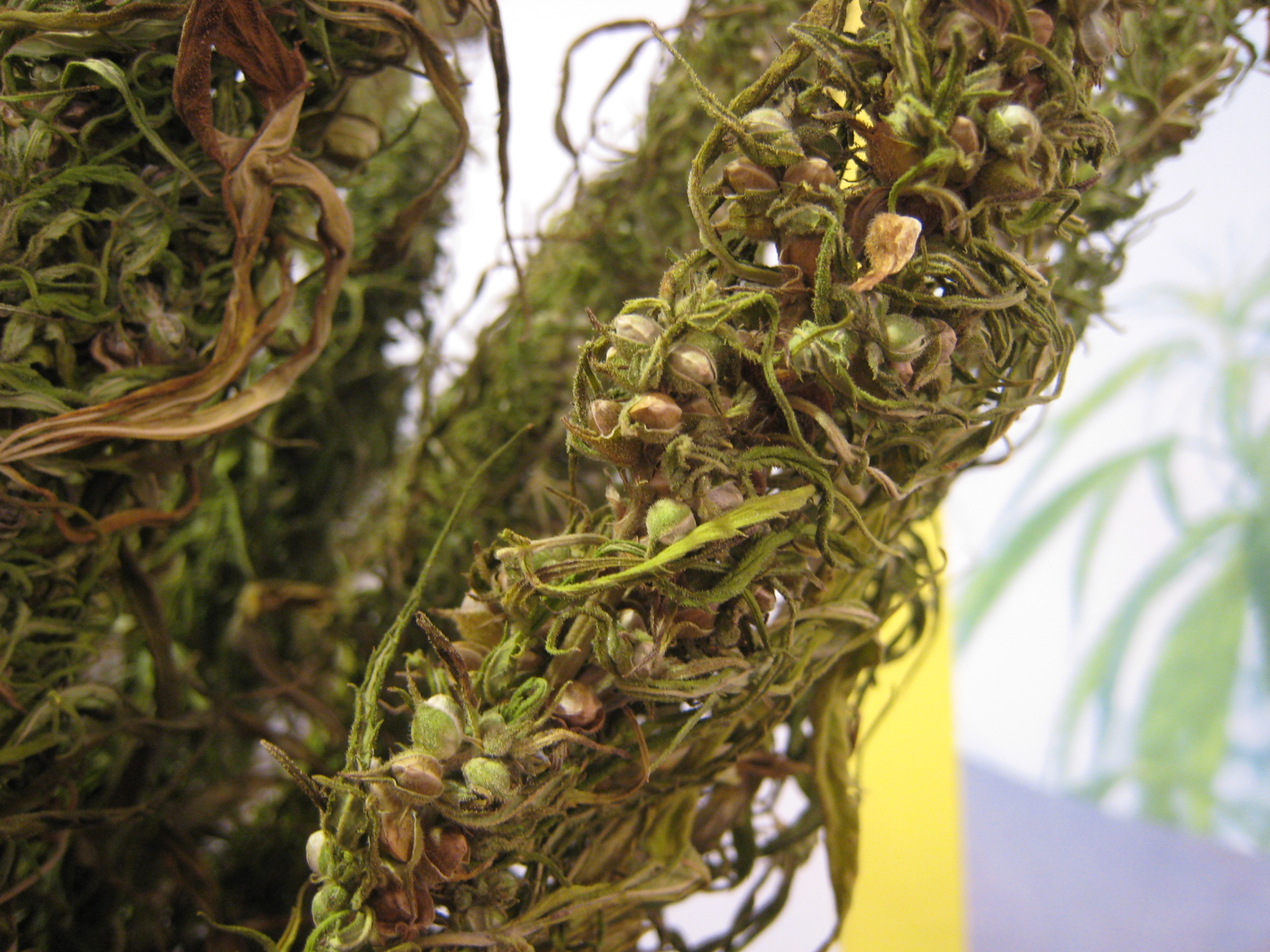
Hạt gai dầu công nghiệp

Gai dầu công nghiệp được sử dụng để chế tạo thành nhiều sản phẩm công nghiệp và thương mại khác nhau, như dây thừng, vải, quần áo, giày, thức ăn, giấy, nhựa sinh học, vật liệu cách nhiệ và nhiên liệu sinh học. Sợi mạch rây có thể được dùng để làm vải từ 100% gai dầu công nghiệp, nhưng thường thì sẽ được kết hợp với những loại sợi khác như lanh, cotton hoặc lụa, cũng như polyester mới và đã qua tái chế, để làm vài dệt dùng cho quần áo hay đồ nội thất. Hai lớp sợi phía trong của cây thường xơ cứng hơn và thường được dùng cho mục đích công nghiệp như làm lớp phủ, chất nền và ổ chăn nuôi. Khi được oxy hoá (thường được gọi sai lệch là "phơi khô"), dầu gai dầu từ hạt gai dầu công nghiệp đông đặc lại và có thể được sử dụng để sản xuất sơn gốc dầu, trong kem dưỡng ẩm, dùng trong nấu ăn và sản xuất nhựa. Hạt gai dầu công nghiệp cũng được sử dụng để làm thức ăn cho chim. Một cuộc khảo sát năm 2003 cho thấy rằng hơn 95% lượng dầu gai dầu công nghiệp ở Liên minh Châu Âu được dùng trong thức ăn động vật và thức ăn chim.

### Thực phẩm

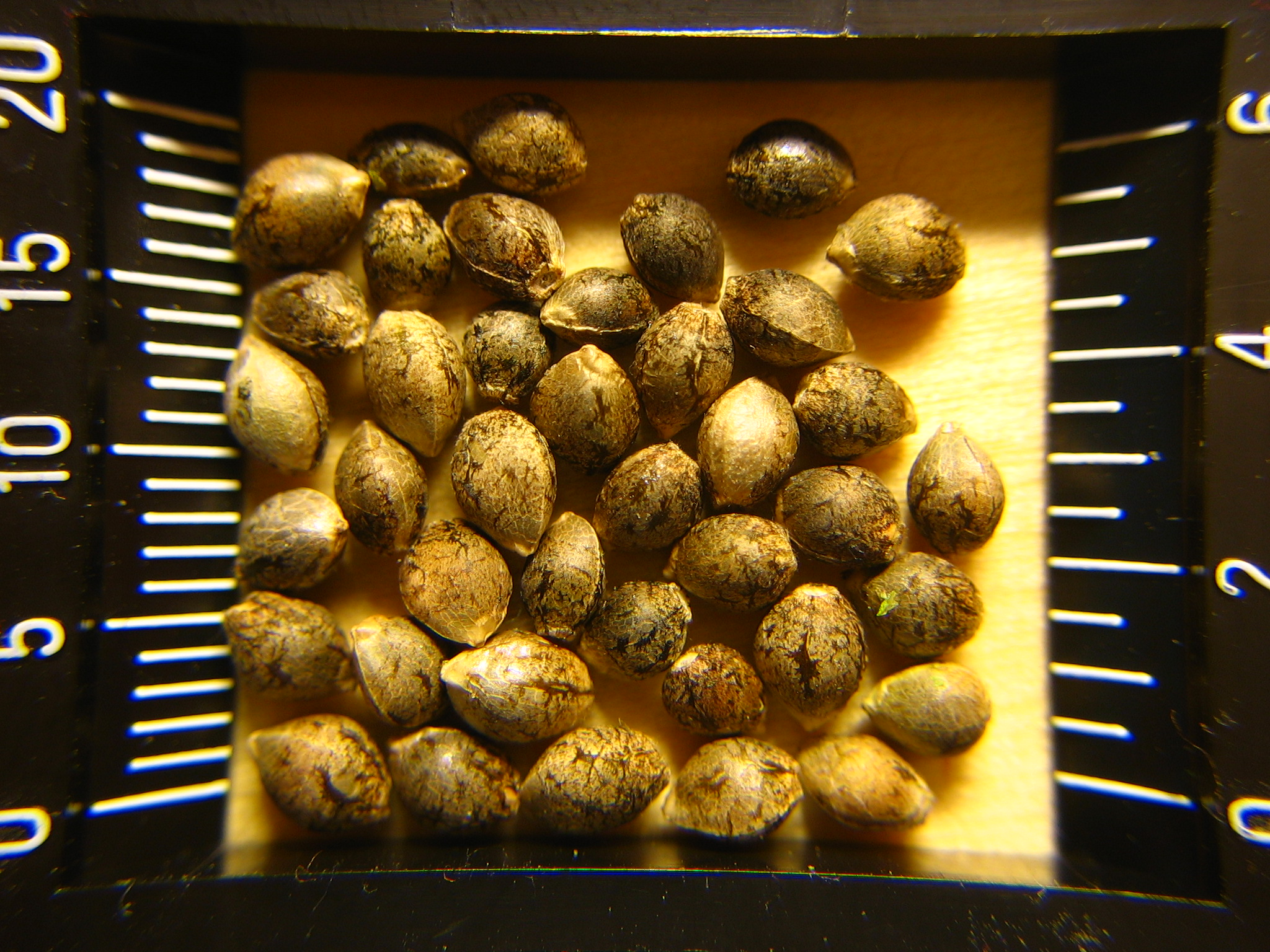
Một bức ảnh macro của hạt gai dầu công nghiệp